# Andrzej Fischer
Andrzej Lucjan Fischer (født 15. januar 1952 i Swarzędz, Polen, død 22. november 2018) var en polsk fodboldspiller (målmand).
Fischer vandt bronze med det polske landshold ved VM i 1974 i Vesttyskland. Han var dog ikke på banen i turneringen. Han nåede at spille to landskampe.
På klubplan spillede Fischer primært i hjemlandet, hvor han blandt andet var tilknyttet Górnik Zabrze i seks sæsoner.